# Ipacreo
Ipacreo è un epiteto di origine greca/ateniese che significa "sotto l'Acropoli". Riguarda la leggenda della bella donna dalle braccia bianche Creusa, figlia del mitologico re di Atene Eretteo, la quale venne violentata dal dio Apollo proprio sotto l'Acropoli di Atene. In seguito alla vicenda di Creusa nacque il capostipite della dinastia degli Ioni, cioè Ione.